# Disco Romancing
"Disco Romancing" este un cântec al artistei române Elena Gheorghe, de pe albumul omonim. Este cel de-al șaselea single al Elenei lansat după participarea sa la Eurovision 2009.

## Clasamente
| Clasament (2010/11)            | Poziție |
| ------------------------------ | ------- |
| Cehia (Rádio Top 100)          | 12      |
| Ungaria (Dance Top 40)         | 3       |
| Ungaria (Single Top 20)        | 10      |
| The Netherlands (Dutch Top 40) | 19      |
| Romania (UPFR)                 | 1       |
| Slovacia (Rádio Top 100)       | 24      |
| UK (Singles Chart)             | 199     |